# Derik Lacerda
Derik Gean Severino Lacerda, noto semplicemente come Derik Lacerda (Alagoinhas, 27 settembre 1999), è un calciatore brasiliano, attaccante del Sport Recife.

## Caratteristiche tecniche
È un centravanti.

## Carriera
Cresciuto nel Resende, nel 2019 si trasferisce in Europa firmando con i portoghesi dell'Académica. Debutta in prima squadra il 1º settembre in occasione dell'incontro di Segunda Liga perso 1-0 contro il Mafra ed il 28 dicembre segna la sua prima rete nel match vinto 4-3 contro l'Oliveirense. Al termine della stagione, in cui gioca 15 incontri e segna due reti, si trasferisce al Moreirense in Primeira Liga.

## Statistiche
Statistiche aggiornate al 19 dicembre 2020.

### Presenze e reti nei club
| Stagione          | Squadra           | Campionato        | Campionato | Campionato | Coppe nazionali | Coppe nazionali | Coppe nazionali | Coppe continentali | Coppe continentali | Coppe continentali | Altre coppe | Altre coppe | Altre coppe | Totale | Totale | Totale |
| Stagione          | Squadra           | Comp              | Pres       | Reti       | Comp            | Pres            | Reti            | Comp               | Pres               | Reti               | Comp        | Pres        | Reti        | Pres   | Reti   |        |
| ----------------- | ----------------- | ----------------- | ---------- | ---------- | --------------- | --------------- | --------------- | ------------------ | ------------------ | ------------------ | ----------- | ----------- | ----------- | ------ | ------ | ------ |
| 2019-2020         | Académica         | LdH               | 14         | 2          | CP+CdL          | 1+0             | 0               |                    | -                  | -                  |             | -           | -           | 15     | 2      |        |
| 2020-2021         | Moreirense        | PL                | 13         | 0          | CP+CdL          | 2+0             | 0               |                    | -                  | -                  |             | -           | -           | 15     | 0      |        |
| 2021-2022         | Moreirense        | PL                | 28+2       | 2          | CP+CdL          | 2+0             | 0               |                    | -                  | -                  |             | -           | -           | 32     | 2      |        |
| Totale Moreirense | Totale Moreirense | Totale Moreirense | 43         | 2          |                 | 4               | 0               |                    | -                  | -                  |             | -           | -           | 47     | 2      |        |
| 2022-2023         | Ponferradina      | SD                | 38         | 3          | CR              | 1               | 0               |                    | -                  | -                  |             | -           | -           | 39     | 3      |        |
| 2023              | Cuiabá            | A                 | 3          | 0          | CB              | 0               | 0               |                    | -                  | -                  |             | -           | -           | 3      | 0      |        |
| Totale carriera   | Totale carriera   | Totale carriera   | 98         | 7          |                 | 6               | 0               |                    | -                  | -                  |             | -           | -           | 104    | 7      |        |